# Battaglia di Cabira
La battaglia di Cabira fu uno scontro tra l'esercito della Repubblica romana, comandato da Lucio Licinio Lucullo, e quello di Mitridate VI del Ponto, combattuto nel 72 a.C. nei pressi della città di Cabira, che vide le forze romane prevalere.

## Contesto storico
La vittoria ottenuta da Mitridate su Lucio Licinio Murena durante la seconda guerra mitridatica, rafforzò il convincimento nel re asiatico che i Romani non fossero invincibili, e la sua speranza di creare un grande regno asiatico che potesse contrastare la crescente egemonia romana nel bacino del Mediterraneo. Da qui il re prese le mosse per una nuova politica espansionistica in chiave anti-romana.
Attorno all'80 a.C. il re del Ponto decise, così, di tornare a sottomettere tutte le popolazioni libere che gravitavano attorno al Ponto Eusino. Nominato quindi quale generale di questa nuova impresa suo figlio Macare, si spinse alla conquista di quelle colonie greche che si diceva discendessero dagli Achei, di ritorno dalla guerra di Troia, al di là della Colchide. La campagna però si rivelò disastrosa, poiché furono perduti due contingenti armati, una parte in battaglia e per la severità del clima, un'altra in seguito ad un'imboscata. Quando fece ritorno nel Ponto, inviò ambasciatori a Roma per firmare una nuova pace.
Contemporaneamente il re Ariobarzane I, mandò nuovi ambasciatori per lamentarsi che la maggior parte dei territori della Cappadocia, non gli erano stati completamente consegnati da Mitridate, come promesso al termine della seconda fase della guerra. Poco dopo (nel 78 a.C.) inviò una nuova ambasceria per firmare gli accordi, ma poiché Silla era appena morto e il Senato era impegnato in altre faccenda, i pretori non ammisero i suoi ambasciatori e non se ne fece nulla. Mitridate, che era venuto a conoscenza della morte del dittatore romano, persuase il genero, Tigrane II d'Armenia, ad invadere la Cappadocia come se fosse una sua azione indipendente. Ma questo artificio non riuscì ad ingannare i Romani. Il re armeno invase il paese e trascinò via con sé dalla regione, oltre ad un grosso bottino, anche 300 000 persone, che poi portò nel suo paese, stabilendole, insieme ad altre, nella nuova capitale, chiamata Tigranocerta (città di Tigrane), dove aveva assunto il diadema di re d'Armenia.
E mentre queste cose avvenivano in Asia, Sertorio, il governatore della Spagna, che incitava la provincia e tutte le vicine popolazioni a ribellarsi ai Romani del governo degli optimates, istituì un nuovo Senato ad imitazione di quella di Roma. Due dei suoi membri, un certo Lucio Magio e Lucio Fannio, proposero a Mitridate di allearsi con Sertorio, con la prospettiva comune che una guerra combattuta su due fronti opposti (ad Occidente, Sertorio ed a Oriente, Mitridate) avrebbe portato ad ampliare i loro domini sui paesi confinanti, in Asia come in Spagna.
Mitridate, allettato da tale proposta, inviò suoi ambasciatori a Sertorio, per valutare quali possibilità vi fossero per porre sotto assedio il potere romano, da Oriente ed Occidente. Fu così stabilita tra le parti un patto di alleanza, nel quale Sertorio si impegnava a concedere al re del Ponto tutti i territori romani d'Asia, oltre al regno di Bitinia, la Paflagonia, la Galatia ed il regno di Cappadocia, ed inviava anche un suo abile generale, un certo Marco Vario (o Mario), oltre a due altri consiglieri, Magio e Fannio Lucio, per assisterlo militarmente e diplomaticamente.

### Casus belli
All'inizio della primavera del 74 a.C., Mitridate si affrettò a marciare contro la Paflagonia con i suoi due generali, Tassile ed Ermocrate, disponendo poi di invadere anche la Bitinia, divenuta da poco provincia romana, in seguito alla morte del suo re, Nicomede IV, che aveva lasciato il suo regno in eredità ai Romani. L'allora governatore provinciale, Marco Aurelio Cotta, uomo del tutto imbelle, non poté far altro che fuggire a Calcedonia con quante forze aveva a disposizione. Mitridate, dopo aver attaccato inutilmente la città e le forze romane, si diresse a Cizico dove, dopo quasi un anno di inutile assedio, fu sconfitto più volte dalle accorrenti truppe romane del console Lucio Licinio Lucullo (73 a.C.).
Quando venne la primavera (72 a.C.), Lucullo lasciò a Murena il compito di portare a termine l'assedio di Amiso, e marciò attraverso le montagne contro Mitridate, il quale aveva creato alcune postazioni per ostacolarne l'avanzata, con torri di avvistamento utilizzabili anche per fornire segnalazioni con il fuoco nel caso qualcosa di importante potesse accadere. L'esercito del proconsole romano non era però soddisfatto di questa decisione, poiché Lucullo aveva loro ancora negato di saccheggiare i territori appena attraversati, Amiso compresa, negando così la possibilità di un ricco bottino. Frattanto Mitridate pose un membro della famiglia imperiale, chiamato Fenice, a presiedere il comando di questo contingente avanzato. E quando Lucullo cominciò ad avvicinarsi Fenice diede prima il messaggio con i segnali di fuoco a Mitridate, poco dopo si arrese a Lucullo con l'intero suo contingente a disposizione.

## Battaglia

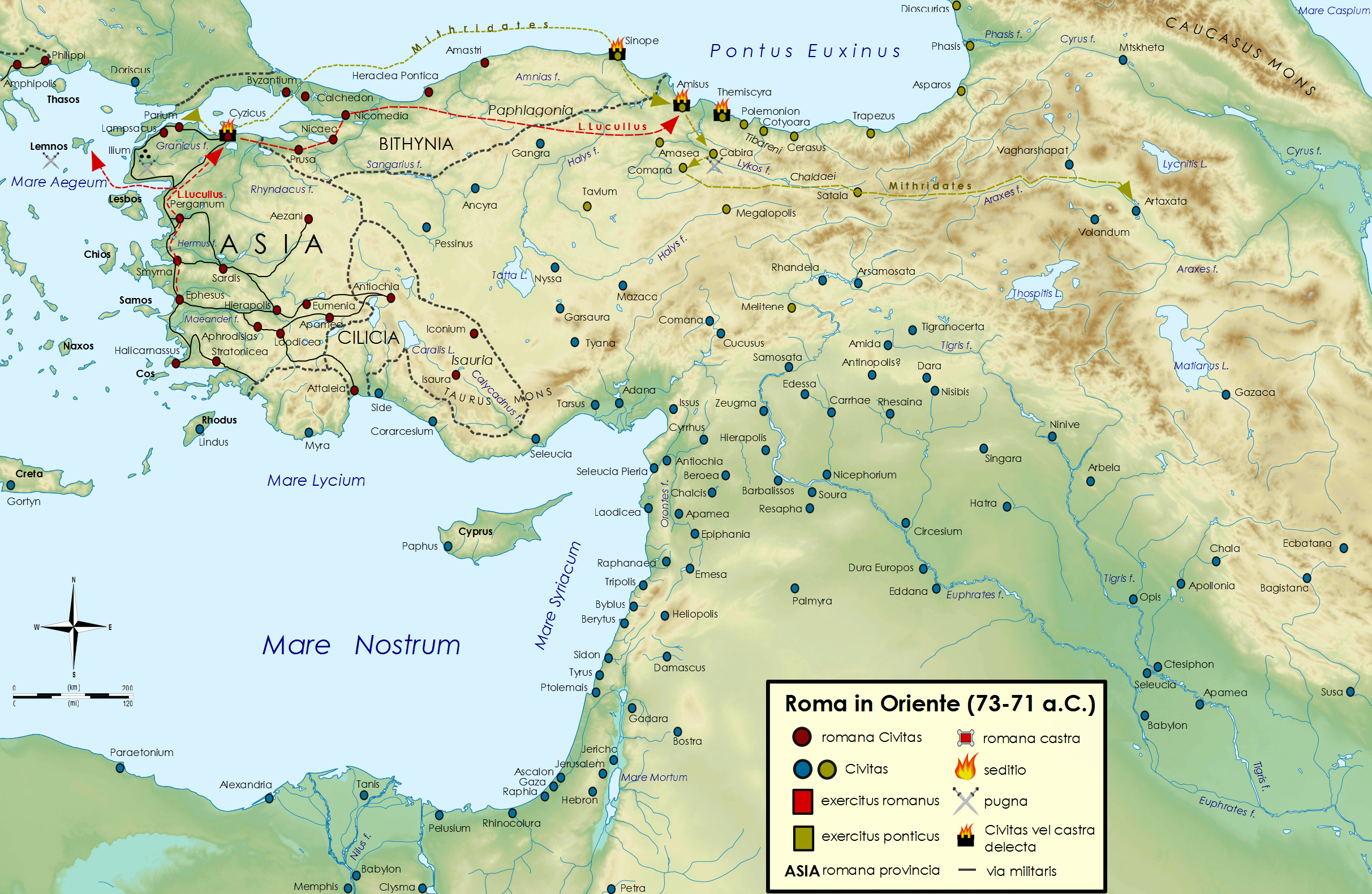
Gli anni 73-71 a.C. della terza guerra mitridatica

Lucullo, passato quindi senza difficoltà attraverso le montagne, raggiunse Cabira (nuovo quartier generale di Mitridate), sebbene fosse stato battuto in uno scontro tra cavallerie, da un contingente di Mitridate. Decise allora di tornare tra le montagne. Il suo magister equitum, un certo Pomponio, era stato ferito, preso prigioniero e portato alla presenza di Mitridate. Il re gli chiese quale favore Pomponio potesse fargli per risparmiare la sua vita. Pomponio rispose: "Un'unica grande cosa, se farai pace con Lucullo, ma se continui ad essere suo nemico, non voglio nemmeno prendere in considerazione la tua domanda". I soldati di Mitridate, sentendo tali parole reagirono, chiedendo di metterlo a morte, ma il re rispose che non avrebbe fatto violenza ad un uomo tanto coraggioso. Il sovrano, subito dopo, schierò il suo esercito per diversi giorni nella pianura di fronte a Cabira, forte di 40 000 fanti e 4 000 cavalieri, aspettando di venire a battaglia con Lucullo, ma quest'ultimo non si mosse, costringendo Mitridate a salire egli stesso tra le montagne, per andare a stanarlo.
A questo punto uno scita (dei Dandari), di nome Olcaba, che aveva disertato rivolgendosi a Lucullo qualche tempo prima ed aveva salvato la vita a molti nel recente scontro di cavalleria, era stato premiato da Lucullo, il quale gli aveva permesso di sedersi alla sua tavola. Il generale romano gli aveva anche dato una tale fiducia da confidargli i propri piani segreti, ed Appiano di Alessandria racconta che, una volta, mentre si recava dal comandante romano nella sua tenda, indossando un corto pugnale alla cintura, come era sua abitudine, fu fermato dalle guardie, che gli impedirono di entrare. Olcaba irritato, montò a cavallo e tornò subito da Mitridate, dove poco dopo denunciò un altro scita, un certo Sobdaco, il quale meditava anch'egli di scappare da Lucullo, facendolo arrestare.
Lucullo esitava a scendere in pianura dato che il nemico era molto superiore per cavalleria, ma trovò un cacciatore di nome Artemidoro, che abitava in una caverna a cui i percorsi di montagna erano familiari. Da questi si fece condurre attraverso una discesa tortuosa, per sentieri impervi, sulla "testa" di Mitridate. Evitò così direttamente la pianura a causa della cavalleria nemica, ma riuscì a scendere a valle dove scelse una località dove porre il proprio accampamento, nei pressi di un ruscello che scorreva di fronte alla montagna. Intanto, poiché era a corto di approvvigionamenti, mandò in Cappadocia una delegazione per ottenere del frumento, e contemporaneamente si difendeva dai frequenti attacchi del nemico. Plutarco racconta che in uno di questi scontri, un legato romano di nome Sornazio, a capo di 10 coorti, mise in fuga un esercito di Pontici, che era stato inviato dal generale di Mitridate, Menandro, e ne fece grande strage.
Dopo questa sconfitta delle forze reali, Mitridate raggiunse i suoi di corsa dal campo. Il re del Ponto allora, con parole di rimprovero, li radunò di nuovo e si lanciò all'attacco generando un grande terrore e panico tra i Romani, i quali fuggirono per il fianco della montagna. La fuga dei Romani generò in Mitridate una tale euforia, da indurlo ad inviare ovunque bollettini di guerra che ne annunciassero questa "vittoria". Mandò poco dopo un distaccamento, composto dal più coraggioso dei suoi cavalieri, ad intercettare il convoglio romano degli approvvigionamenti, con la speranza di far patire la fame a Lucullo, come quest'ultimo era riuscito a fare con le truppe mitridatiche durante l'assedio di Cizico.
Mitridate, avendo deciso di tagliare al comandante romano gli approvvigionamenti provenienti dalla Cappadocia, decise di inviare la sua cavalleria (sotto il comando di Menemaco e Mirone), la quale venne a contatto con l'avanguardia del convoglio romano, sotto il comando di un certo Adriano, in una gola stretta. La sorte volle che, se soltanto le truppe pontiche avessero atteso i Romani nella vicina pianura, i loro cavalli non sarebbero risultati così inutili in uno spazio tanto ristretto, dove i Romani organizzarono in tutta fretta uno schieramento compatto su una linea, pronti alla battaglia. Essi riuscirono, poi, a respingere l'attacco nemico, uccidendo alcuni cavalieri pontici, altri sospingendoli giù dai vicini precipizi e mettendone altri in fuga. Questi, rientrati in tutta fretta la notte stessa presso gli accampamenti di Mitridate, ne annunciarono la grande sconfitta.
Sentito ciò, Mitridate, poiché temeva che Lucullo venisse informato del terribile massacro occorso ai suoi cavalieri e decidesse di approfittarne, passando al contrattacco, cadde nel panico e decise di fuggire, comunicandolo ai suoi più fidati consiglieri, i quali senza attendere oltre il segnale convenuto, quando era ancora notte, mandarono i propri bagagli personali fuori dal campo. Frattanto Plutarco racconta che, Mitridate assistette ad una sorta di parata vittoriosa da parte del legato romano, Adriano, accompagnato dalla carovana degli approvvigionamenti di grano. E quando i soldati appresero i piani di evacuazione del loro re, pieni di terrore, misto a rabbia poiché a loro non era stato comunicato nulla, demolirono tutto, arraffarono ogni cosa che poterono e si precipitarono fuori dall'accampamento, disperdendosi in ogni direzione per la pianura, senza aver ricevuto alcun ordine dai loro comandanti. In questa situazione sembra che morì il generale pontico Dorilao. Quando Mitridate venne a sapere della fuga disordinata dei suoi, si precipitò fuori dalla sua tenda in mezzo a loro, tentando di fermarli, ma nessuno lo ascoltò, tanto che alla fine egli stesso dovette, in mezzo alla folla in fuga, salire a cavallo e scappare sui vicini monti con pochi seguaci.
Quando Lucullo venne a sapere del successo del suo convoglio sulle forze mitridatiche e della fuga del nemico, inviò gran parte della sua cavalleria all'inseguimento dei fuggitivi, mentre quelli che si trovavano ancora nel campo nemico, intenti a raccogliere i propri bagagli, furono circondati dalla fanteria romana, la quale aveva l'ordine di astenersi dal saccheggio, ma poteva uccidere indiscriminatamente. Tito Livio parla addirittura di più di 60 000 soldati pontici uccisi nel corso di questa battaglia.

## Conseguenze
I soldati romani, però, vedendo vasi d'oro e d'argento in abbondanza, oltre a vestiti molto costosi, non si curarono degli ordini. Addirittura un gruppo di soldati che aveva catturato lo stesso Mitridate, vedendo un mulo carico d'oro del suo seguito, impegnati a dividersi il bottino, permisero al re del Ponto di fuggire e recarsi a Comana.
Intanto il re, raggiunta Comana, trovò rifugio presso Tigrane II d'Armenia, insieme a 2 000 cavalieri. Sembra però che il re armeno non lo ammise alla sua presenza, pur offrendogli una delle sue residenze imperiali, seppure in regioni paludose. Mitridate, perduto ormai il suo regno, mandò il suo eunuco Bacco (o Bàcchide) al palazzo reale, mettendo a morte le sue sorelle, mogli e concubine. Queste, con grande devozione, si uccisero con pugnali, veleni e cappi: tra queste le sorelle Rossana e Statira, due mogli della Ionia, le famiglie di Berenice da Chio e Moimé da Mileto. Plutarco racconta che l'unica a salvarsi fu una sorella del re, una certa Nissa, che fu catturata dai Romani e fu la sua salvezza. Quando i comandanti del presidio di Mitridate videro ciò, si arresero in massa a Lucullo, tranne pochi. Una volta occupata Cabira e la maggior parte delle roccaforti intorno, qui trovò grandi tesori e molti prigionieri, tra cui molti Greci.